# Håkon Håkonsson unge

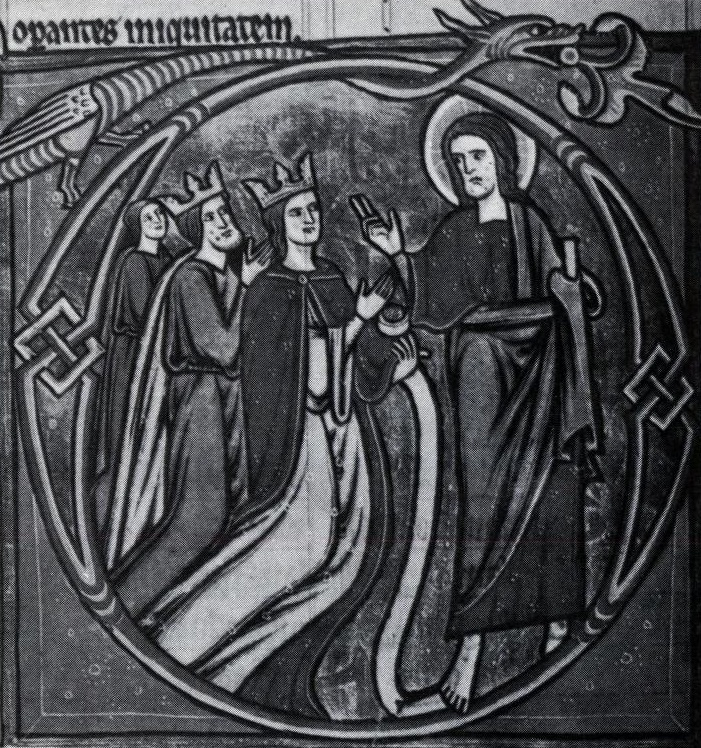
Margarete Skulesdatter und ihr Sohn Håkon unge. Aus einem Pslater Margaretes.

Håkon Håkonsson unge (* 11. November 1232 in Bergen; † 5. Mai 1257 in Tønsberg) war Mitkönig neben seinem Vater Håkon Håkonsson und Skule Bårdsson.
Seine Eltern waren König Håkon IV. Håkonsson (1204–1263) und dessen Frau Margarete Skulesdatter († 1270). Im Herbst 1251 heiratete er in Oslo Rikitsa Birgersdatter († 1288), Tochter von Birger Jarl und dessen Frau Ingeborg Eriksdotter.
Håkon Håkonsson Unge erhielt am 1. April 1240 auf dem Øyrathing den Königsnamen vor dem entscheidenden Kampf zwischen seinem Vater und Skule Bårdsson. Am 12. April 1240 wurde diese Zeremonie in Bergen feierlicher und durch eine Versammlung, die das Reich in höherem Maße repräsentierte, wiederholt. Grund dafür war der Aufstand Skule Bårdssons. Die Nachfolge sollte für den Fall, dass der Vater Håkon Håkonson sterben sollte, feststehen. Gleichzeitig wurde das Legitimitätsprinzip akzeptiert, da die Kandidatur seines unehelichen Halbbruders Sigurd nicht erneuert wurde. Ebenso war das Erbrecht das Grundprinzip der Thronfolge. Nach der Håkon Håkonssons saga lehnte es der Vater allerdings ab, das Prinzip des Einkönigtums einzuführen, so dass sowohl Håkon unge als auch sein Bruder Magnus den Königsnamen erhielten. Das Problem löste sich aber, als Håkon unge 1257 starb.
Er übernahm wichtige politische und militärische Aufgaben in der Reichsregierung. Håkon unge wird urkundlich erstmals bei der Krönung des Vaters 1247 als „weltlicher Häuptling“ erwähnt, und er trug die Krone in der Prozession vom Königshof zur Christkirche. Sobald er volljährig war, kam er als Mitkönig in den Regierungszirkel um den König. Er siegelte am 6. Oktober 1250 zusammen mit dem Vater den Handelsvertrag mit Lübeck vertreten durch den Ratsendboten Johann von Bardewik, wo er als erster in der Zeugenliste erwähnt wird.
Seine Heirat mit Rikitsa Birgersdatter war ein Bestandteil der neuen Außenpolitik Norwegens, die Dänemark unter militärischen und politischen Druck setzen sollte. Dazu bedurfte es der Beilegung der Streitigkeiten zwischen Norwegen und Schweden.
Nach 1249 nahm er regelmäßig an den Kriegszügen in den Grenzgebieten am Göta älv teil. 1255 verhandelte er mit dem König Ferdinand III. von Kastilien über die Bedingungen des Ehevertrages mit seiner Schwester Kristin. Im Sommer 1256 war er auf dem Kriegszug in Halland und machte im Herbst bei einem weiteren Zug große Beute. Er konnte offenbar eine ziemlich selbständige Politik betreiben.
Noch im Januar sollte Håkon unge sich mit einem Abgesandten Ferdinands III. wegen dessen Hochzeit mit Kristin treffen. Er erkrankte im Frühjahr 1257 und starb am 5. Mai im Munkelivkloster in Tønsberg. Er wurde in der Hallvardskirche in Oslo an der Seite von König Sigurður Jórsalafari begraben. Ein Jahr später reiste Rikitsa nach Schweden, wo sie einige Jahre später den norddeutschen Grafen Heinrich I. von Werle heiratete. Der einzige Sohn von Håkon und Rikitsa war Sverre Magnus Håkonsson. Er lebte in Bergen bei seinem Großvater und starb im Winter 1260/1261.